# Ranggitgit
Ranggitgit is een bestuurslaag in het regentschap Deli Serdang van de provincie Noord-Sumatra, Indonesië. Ranggitgit telt 492 inwoners (volkstelling 2010).